# St. Johannes der Täufer (Gerbershausen)

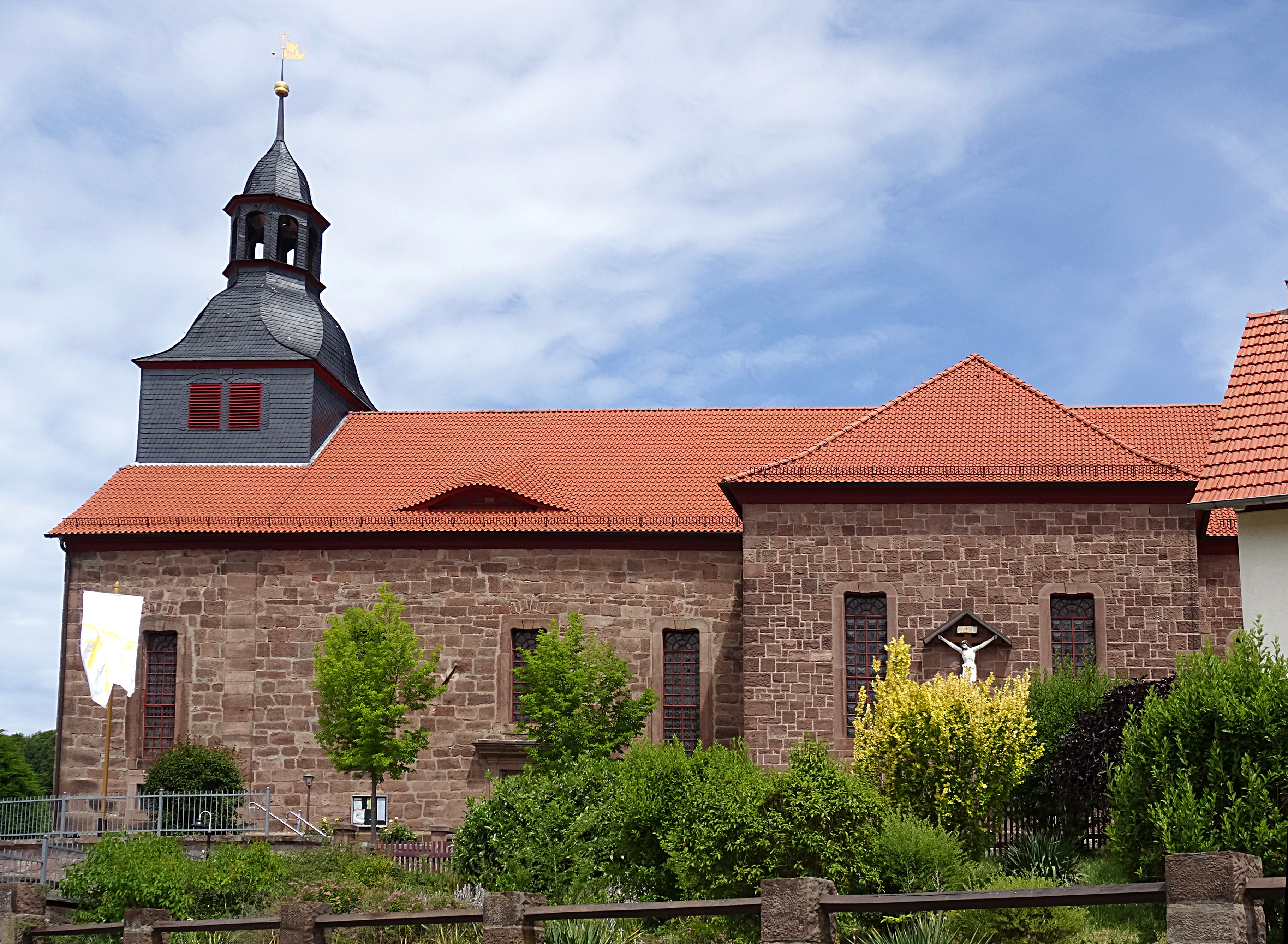
Südwest-Ansicht

Die römisch-katholische Filialkirche St. Johannes der Täufer steht in Gerbershausen im thüringischen Landkreis Eichsfeld. Sie ist Filialkirche der Pfarrei St. Matthäus Arenshausen im Dekanat Heiligenstadt des Bistums Erfurt. Sie trägt das Patrozinium des heiligen Johannes des Täufers.

## Geschichte

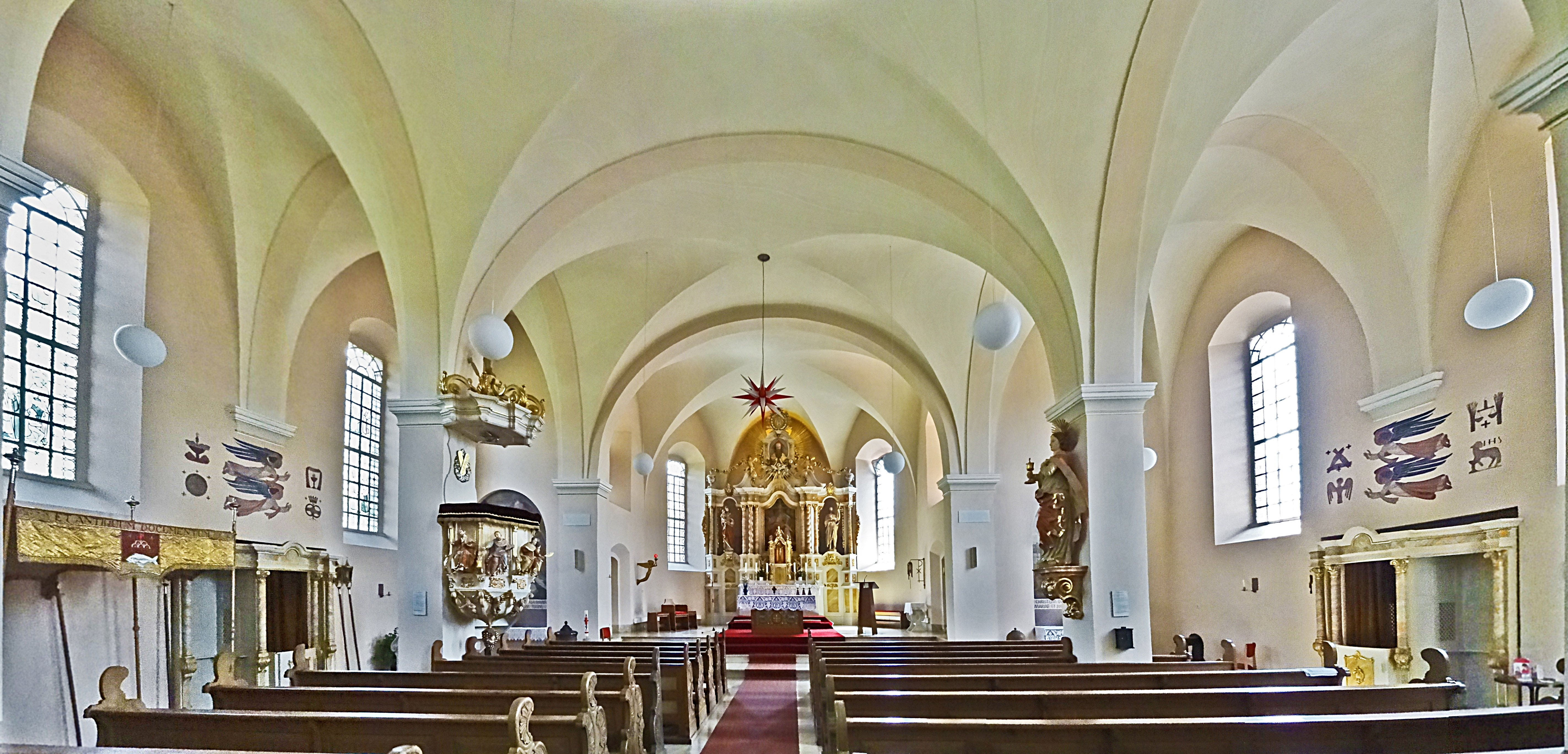
Innenansicht

Die Kirche wurde in den Jahren 1777–1779 errichtet. Geweiht wurde die Kirche im Jahr 1779 durch Weihbischof Johann Georg Joseph von Eckart. 1934–1935 wurde sie im Osten durch ein Querschiff und einen Chor zur Kreuzform erweitert. Die erneute Weihe war 1937 durch Bischof Johann Baptist Dietz. 1955 und 1976–1977 fanden Renovierungen statt und 2001–2002 wurde die Ausmahlung erneuert.

## Architektur

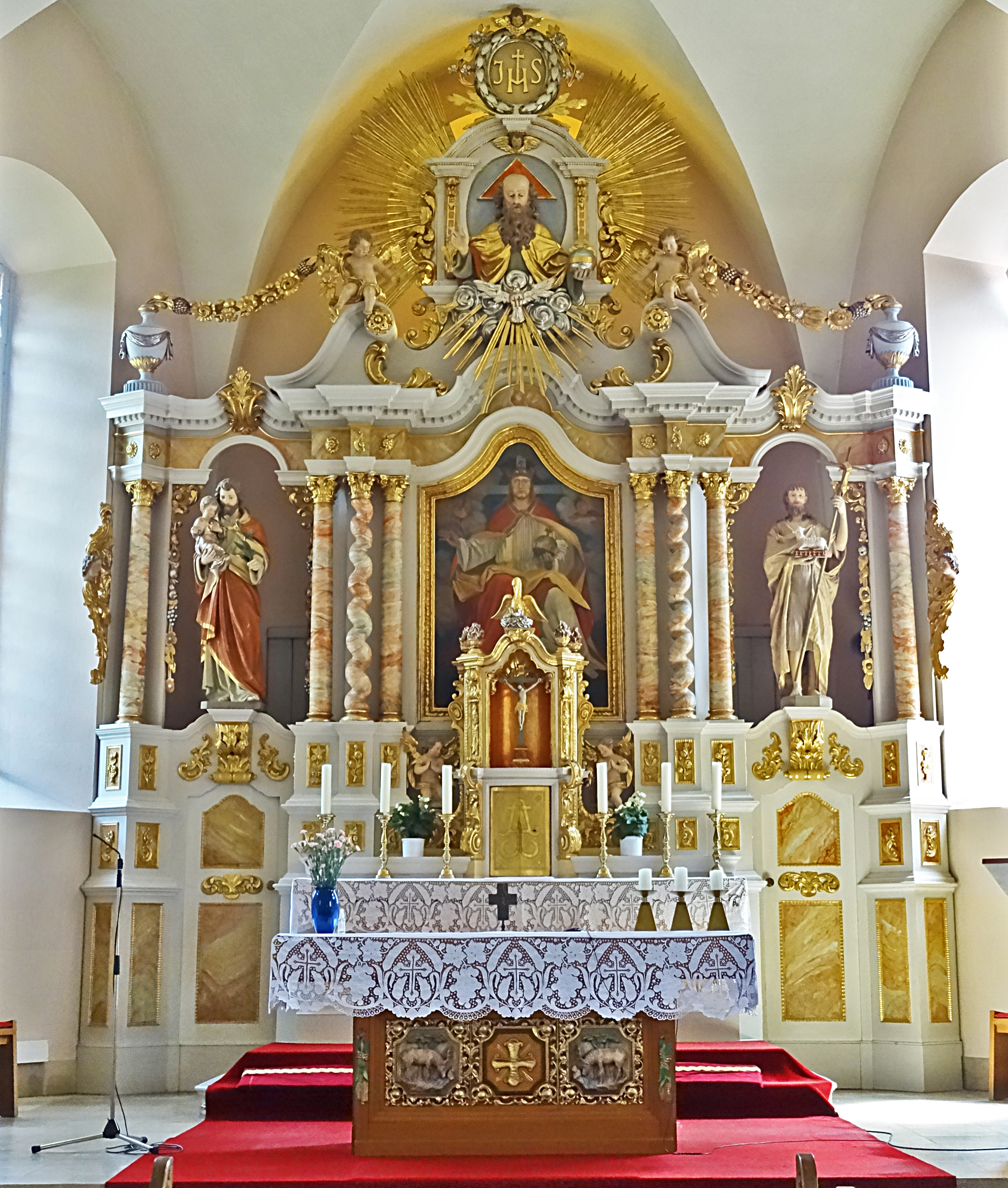
Hochaltar

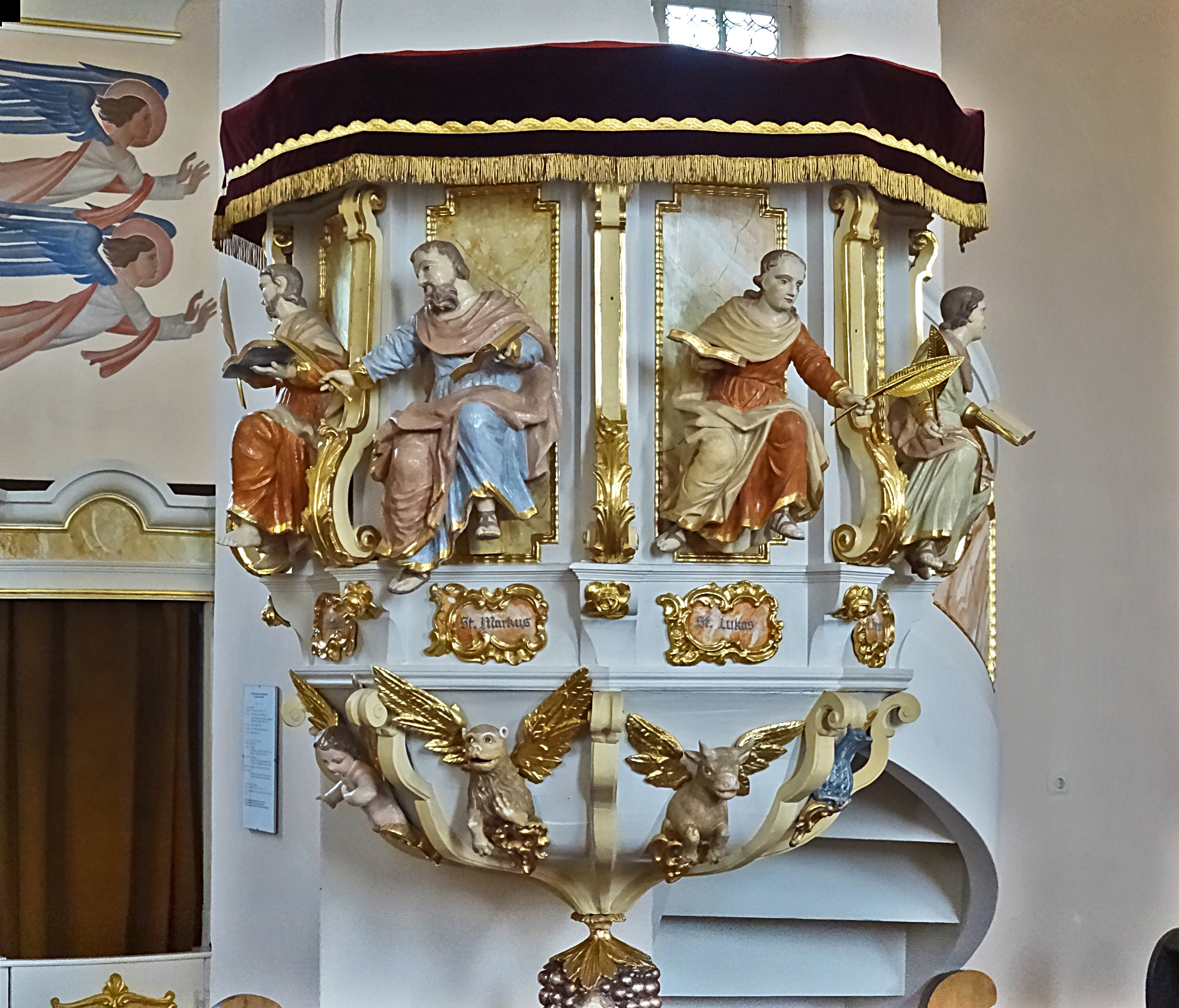
Kanzel

Die Kirche steht am Ostrand und oberhalb des Dorfes. Der Außenbau der Kirche, größtenteils aus steinsichtigem Quadermauerwerk, liegt stilistisch zwischen Barock und Klassizismus. Das rechteckige Schiff endet im Osten mit Dreiseitschluss im Chor. Im Westen erhebt sich ein schiefergedeckter Dachreiter mit Laterne. In der Kirchhofmauer befindet sich der eingelassene Sturzstein eines Vorgängerbaus mit rundbogigem Gewändeansatz, dem Datum 1577 und dem Hansteiner Wappen.
Der Innenraum ist mit schlichten Kreuzgratgewölben auf einfachen Kämpferplatten gedeckt, abgegrenzt durch bandfärmige Gurtbögen, alles ein Anklang von Neuromanik. Die Arme des Querhauses bilden im Kirchenraum zweijochige Seitenschiffe, sodass die Kirche seit 1935 eine dreischiffige Hallenkirche ist.

## Ausstattung
Der Hochaltar wurde im 20. Jahrhundert unter Verwendung von Teilen aus dem 18. Jahrhundert angefertigt. Das Altarbild schuf Willy Jakob 1936. Es zeigt Christkönig. Daneben stehen Statuen des Hl. Josef und Johannes den Täufer. Die Kanzel ist aus dem 18. Jahrhundert und mit den vier Evangelisten verziert. Der Kreuzweg besteht aus Wandfresken von Willy Jakob und Willi Wolf ebenfalls von 1936. Des Weiteren gibt es zwei Fresken mit der Hl. Familie und Johannes dem Täufer über dem Heiligen Grab und Mariä Verkündigung. Das Gestühl ist barock mit geschnitzten Wangen.

## Orgel

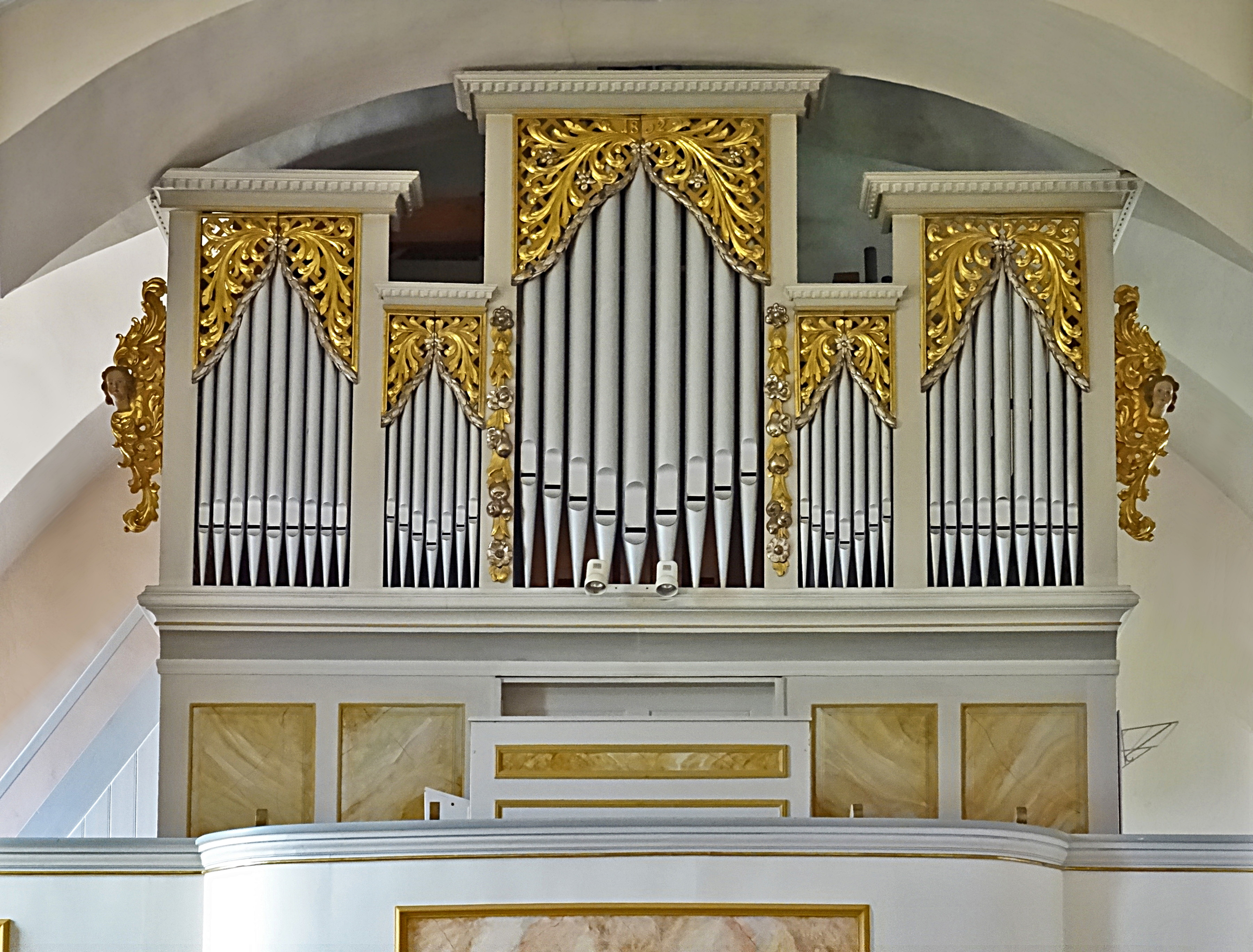
Krell-Orgel

Die Vorgängerorgel wurde 1832 von Johann Wilhelm Schmerbach der Jüngere gebaut. Die heutige Orgel wurde um 1908 von Louis Krell aus Duderstadt gebaut und 1996 durch Karl Brode aus Heiligenstadt restauriert. Die Orgel hat 17 Register auf zwei Manualen und Pedal.